# Scopula walkeros
Scopula walkeros är en fjärilsart som beskrevs av Edward P. Wiltshire 1980. Scopula walkeros ingår i släktet Scopula och familjen mätare. Inga underarter finns listade.